# Sophia Jex-Blake

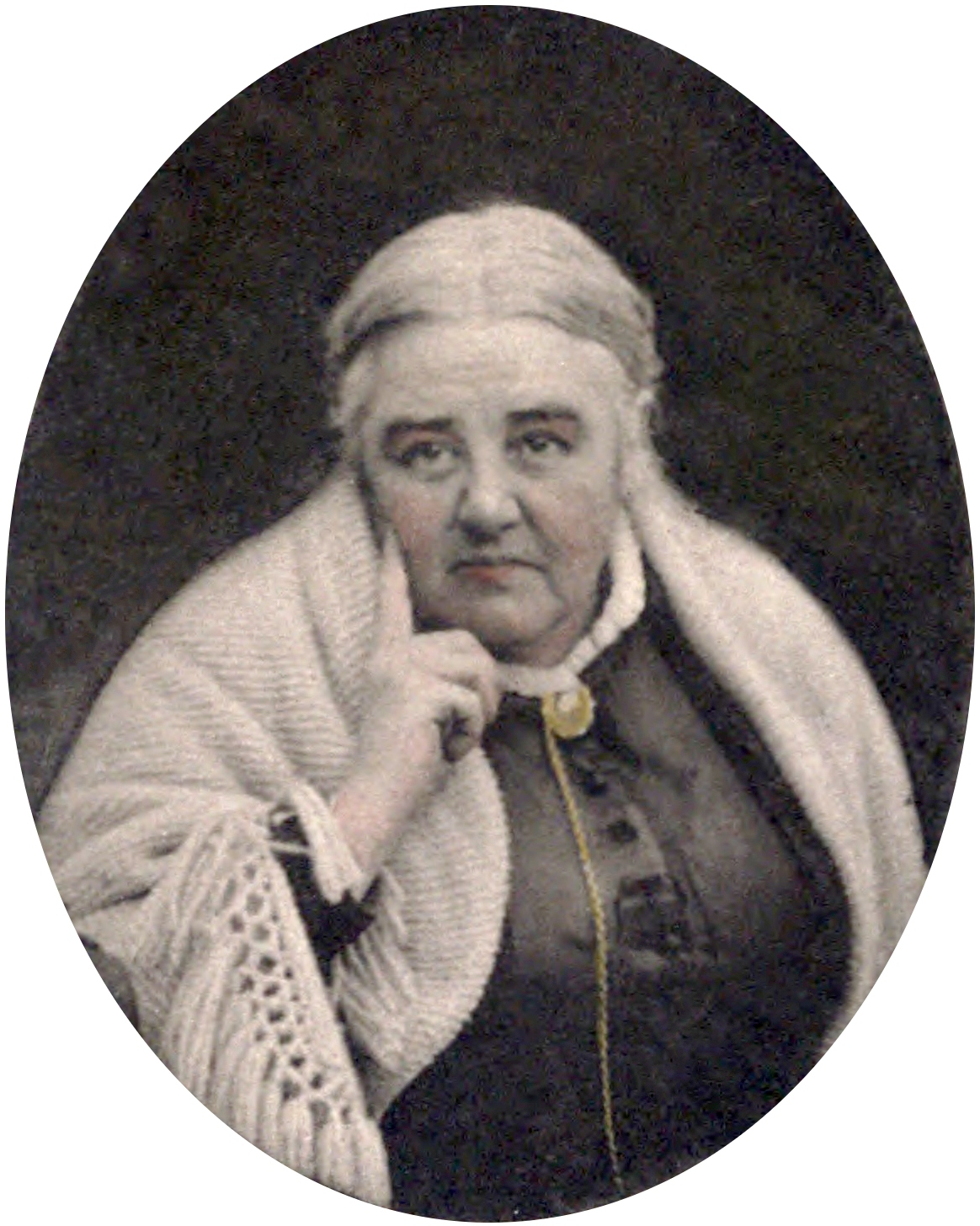
Sophia Jex-Blake

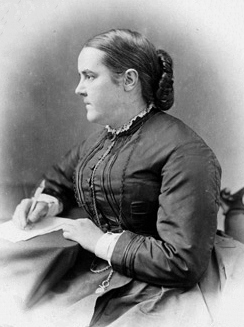
Sophia Jex-Blake, c. 1860

Sophia Louisa Jex-Blake (* 21. Januar 1840 in Hastings, East Sussex; † 7. Januar 1912 in Rotherfield, Sussex) war eine britische Ärztin, Feministin und Gründerin zweier medizinischer Schulen für Frauen, in London und in Edinburgh, sowie eines Frauen-Krankenhauses.

## Leben
Sophia Jex-Blake war die jüngste Tochter des erfolgreichen Rechtsanwalts Thomas Jex-Blake († 1868) und seiner Ehefrau Mary Cubitt († 1881). Sophia galt als frühreif und ausgesprochen intelligent. Daher besuchte sie verschiedene Privatschulen in Südengland und 1858 schrieb sie sich ins Queen’s College, einer öffentlichen Hochschule für Frauen in London, ein. Die junge Frau wohnte in dieser Zeit bei Octavia Hill, einer guten Freundin der Familie. Kurze Zeit später wurde Sophia aufgefordert, eine Stelle als Tutorin im Fach Mathematik anzunehmen – ihre Eltern gaben ihre Zustimmung erst, nachdem geregelt war, dass sie ohne jegliche finanzielle Zuwendung unterrichtete. Nach dem Queen’s College ging Sophia Jex-Blake nach Mannheim und kurz darauf in die Vereinigten Staaten. Dort besuchte sie verschiedene Schulen und schrieb darüber das Buch A Visit to some American Schools and Colleges. Am New England Hospital for Women and Children in Boston traf sie Lucy Sewell, eine der Vorreiterinnen der weiblichen Ärzte, und arbeitete dort eine Zeit lang als Assistentin. Dies war ein Wendepunkt für Jex-Blake: Sie beschloss, Ärztin zu werden.
Im Jahr 1867 bewarb sie sich, zusammen mit Susan Dimock, an der Harvard University in Cambridge, wurde aber abgelehnt. Die folgenden Jahre studierte Sophia Jex-Blake an der medizinischen Hochschule Women’s Medical College of the New York Infirmary in New York City, gegründet von der aus England stammenden ersten amerikanischen Ärztin Elizabeth Blackwell. Im Jahr darauf starb ihr Vater und sie kehrte nach England zurück.

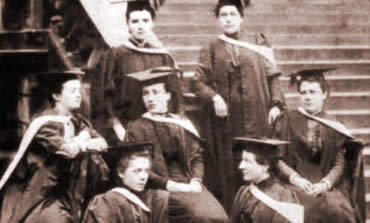
Die Gruppe von sieben Frauen, die an der University of Edinburgh studierten (um 1870)

Sophia Jex-Blake bewarb sich 1869 für das Studium an der medizinischen Fakultät der Universität Edinburgh. Sie wurde zunächst abgewiesen, weil es sich für eine einzelne Frau nicht schicke, an den Kursen teilzunehmen. Daraufhin organisierte sie eine Gruppe von sieben Frauen, darunter ihre Freundin Edith Pechy, die dann gemeinsam studieren durften. Nach einem Jahr wollten Sophia Jex-Blake und die anderen Frauen den Anatomiekurs besuchen. Auf dem Weg zum Hörsaal verbarrikadierten männliche Studenten den Eingang, bewarfen die Frauen mit Schmutz und beschimpften sie. Als sie am Ziel ankamen, präsentierte man den Frauen Schafe und erklärte, nun seien auch „niedrige Tiere“ nicht mehr von Hörsälen ausgeschlossen.
Nachdem man ihr auch das erreichte Diplom verweigerte, setzte Sophia Jex-Blake ihre Studien in New York fort und wurde eine Schülerin von Elizabeth Blackwell. Ein Jahr später schloss Jex-Blake mit dem Doktor der Medizin (M.D., Medical Doctor) ab. 1875 versuchte Sophia in England, Frauen aufgrund der Lizenz für Geburtshilfe in das Medizinregister eintragen zu lassen, worauf die gesamte Prüfungsbehörde aus Protest zurücktrat. Sophia Jex-Blake hatte damals in Edinburgh eine Medizinische Schule gegründet, an die sie auch Elizabeth Blackwell holte, die 1899 ihre New Yorker Schule schloss. Zusammen mit Elizabeth Garrett Anderson gründete sie in London die School of Medicine for Women, der später ein medizinisches College angegliedert wurde, und bildete Krankenschwestern und Ärztinnen aus. Nachdem Elizabeth Garrett Anderson 1903 in den Ruhestand ging und als Dekanin der Medizinischen Fakultät Isabel Thorne bestimmte, verließ Sophia Jex-Blake enttäuscht London und ging nach Edinburgh. Kurze Zeit später ging sie selbst in den Ruhestand und lebte bei Tunbridge Wells, wo sie eine aktive Rolle in der lokalen Women’s Suffrage Society spielte.

## Familie
Ihr Bruder, Thomas William Jex-Blake (1832–1915), war zwischen 1874 und 1887 der Leiter der Rugby School in Rugby, Warwickshire. Eine von dessen neun Töchter, Katharine Jex-Blake, war zwischen 1916 und 1922 Vorsteherin des Girton College, eine andere, Henrietta Jex-Blake, war von 1909 bis 1921 Rektorin am Mädchen-Collage Lady Margaret Hall in Oxford. Eine Dritte, Bertha Jex-Blake († 1915) wurde wie ihre Tante Medizinerin.

## Werke (Auswahl)
- 1884 The care of infants: a manual for mothers and nurses
- 1877 Puerperal fever: an inquiry into its nature and treatment: a graduation thesis
- 1876 The practice of medicine by women, zusammen mit Edith Pechey und Isabel Thorne
- 1872 Medical women: a thesis and a history
- 1867 A visit to some American schools and colleges